# Силлогистика
Силлоги́стика (др.-греч. συλλογιστικός умозаключающий) — теория логического вывода, исследующая умозаключения, состоящие из категорических высказываний (суждений).
В силлогистике рассматриваются, например, выводы заключения из одной посылки (непосредственные умозаключения), «сложные силлогизмы», или полисиллогизмы, имеющие более трёх посылок. Однако основное внимание силлогистика уделяет теории категорического силлогизма, имеющего ровно две посылки и одно заключение указанного вида. Классификацию различных форм (модусов) силлогизмов и их обоснование дал основатель логики Аристотель. В дальнейшем силлогистика усовершенствовалась различными школами античных (перипатетики, стоики) и средневековых логиков. Несмотря на ограниченный характер применения, отмечавшийся ещё Ф. Бэконом, Р. Декартом, Дж. С. Миллем и другими учёными, силлогистика долгое время являлась неотъемлемым традиционным элементом «классического» гуманитарного образования, из-за чего её часто называют традиционной логикой. С созданием исчислений математической логики роль силлогистики стала весьма скромной. Оказалось, в частности, что почти всё её содержание (а именно все выводы, не зависящие от характерного для силлогистики предположения о непустоте предметной области) может быть получено средствами фрагмента исчисления предикатов, а именно: одноместного исчисления предикатов. Получен также (начиная с Я. Лукасевича, 1939) ряд аксиоматических изложений силлогистики в терминах современной математической логики.

## Типы суждений
Высказывание, в котором утверждается, что все предметы класса обладают или не обладают определённым свойством, называется общим (соответственно общеутвердительным или общеотрицательным). Высказывание, в котором утверждается, что некоторые предметы класса обладают или не обладают определённым свойством, называется частным (соответственно частноутвердительным или частноотрицательным). По Аристотелю, все простые высказывания делятся на следующие шесть типов: единичноутвердительные, единичноотрицательные, общеутвердительные, общеотрицательные, частноутвердительные, частноотрицательные. Самостоятельную роль имеют лишь высказывания последних четырёх типов, поскольку единичноутвердительные и единичноотрицательные высказывания сводятся, соответственно, к общеутвердительным и общеотрицательным при множествах субъекта, состоящих из одного элемента.
Обычно для обозначения субъекта (класса предметов) высказывания используется символ S, а для предиката (свойства) — P.
В Средние века для высказываний четырёх простых типов стали использовать обозначения с применением гласных букв латинских слов affirmo — утверждаю, и nego — отрицаю:

для общеутвердительного суждения: «Все предметы класса S обладают свойством P». («Все S суть P».) Символически: SaP — с первой буквой affirmo;
для общеотрицательного суждения «Ни один предмет класса S не обладает свойством P». («Ни один S не есть P».) Символически: SeP — с первой гласной буквой nego;
для частноутвердительного суждения: «Некоторые предметы класса S обладают свойством P». («Некоторые S суть P».) Символически: SiP — с буквой i слова affirmo;
для частноотрицательного суждения: «Некоторые предметы класса S не обладают свойством P». («Некоторые S не суть P».) Символически: SoP — с буквой o слова nego.
Соответственно, типы простых высказываний, относящихся к классам предметов, стали обозначаться буквами латинского алфавита: A — общеутвердительные, E — общеотрицательные, I — частноутвердительные, O — частноотрицательные.
Все эти суждения на языке логики предикатов имеют вид:
{\displaystyle A\colon (\forall x){\bigl (}S(x)\to P(x){\bigr )}.}
{\displaystyle E\colon (\forall x){\bigl (}S(x)\to \lnot P(x){\bigr )}.}
{\displaystyle I\colon (\exists x){\bigl (}S(x)\land P(x){\bigr )}.}
{\displaystyle O\colon (\exists x){\bigl (}S(x)\land \lnot P(x){\bigr )}.}
Эти же формулы можно равносильно преобразовать следующим образом:
{\displaystyle A\colon \lnot (\exists x){\bigl (}S(x)\land \lnot P(x){\bigr )}.}
{\displaystyle E\colon \lnot (\exists x){\bigl (}S(x)\land P(x){\bigr )}.}
{\displaystyle I\colon \lnot (\forall x){\bigl (}S(x)\to \lnot P(x){\bigr )}.}
{\displaystyle O\colon \lnot (\forall x){\bigl (}S(x)\to P(x){\bigr )}.}

## Силлогистические умозаключения
Аристотель выделяет важнейший вид дедуктивных умозаключений — так называемые силлогистические умозаключения, или силлогизмы. Аристотелев силлогизм представляет собой схему логического вывода (умозаключения), состоящую из трёх простых высказываний, в каждом из которых имеется по два термина (основные структурные единицы) S,M,P одного из четырёх указанных видов A,E,I,O: первое высказывание является большей посылкой и содержит термины P и M; второе является меньшей посылкой и содержит термины S и M; третье является заключением и содержит термины S и P. В результате, возможно всего 4 типа силлогизмов:
{\displaystyle {\begin{array}{cccc}{\dfrac {\begin{matrix}{\text{Figure I}}\\[2pt]MxP\\SyM\end{matrix}}{SzP}}&\quad {\dfrac {\begin{matrix}{\text{Figure II}}\\[2pt]PxM\\SyM\end{matrix}}{SzP}}&\quad {\dfrac {\begin{matrix}{\text{Figure III}}\\[2pt]MxP\\MyS\end{matrix}}{SzP}}&\quad {\dfrac {\begin{matrix}{\text{Figure IV}}\\[2pt]PxM\\MyS\end{matrix}}{SzP}}\end{array}}}
Здесь {\displaystyle x,y,z\in \{a,e,i,o\}} и запись SzP (как и MxP и SyM и т. п.) обозначает в зависимости от значения z одно из четырёх суждений видов A,E,I,O. Каждая фигура доставляет следующее количество силлогизмов (схем): {\displaystyle 4\cdot 4\cdot 4=64}. Поскольку фигур 4, то получаем {\displaystyle 4\cdot 64=256} силлогизмов.
Задача аристотелевой силлогистики, блестяще решённая самим Аристотелем, состоит в том, чтобы обнаружить все те силлогизмы (схемы умозаключений), которые справедливы, то есть представляют собой логические следования. Таких силлогизмов, как установил Аристотель, имеется ровно 19, остальные — неверны. При этом 4 из 19 правильных силлогизмов оказываются условно правильными.
Для запоминания правильных силлогизмов средневековыми схоластами было придумано следующее мнемотехническое латинское стихотворение:
BARBARA, CELARENT, DARII, FERIO que prioris;
CESARE, CAMESTRES, FESTINO, BAROCO secundae;
Tertia DARAPTI*, DISAMIS, DATISI, FELAPTON*, BOCARDO, FERISON habet; quarta insuper addit
BRAMANTIP*, CAMENES, DIMARIS, FESAPO*, FRESISON.
Здесь слова, выделенные большими буквами, а точнее, гласные в этих словах, означают суждения A,E,I,O, подставляемые на место x, y, z в каждой фигуре силлогизма (слова в первой строке стиха соответствуют первой фигуре, второй строке — второй и т. д.). То есть для первой фигуры будут верны варианты силлогизмов (т. н. модусы) первой строки BARBARA (AAA), CELARENT (EAE), DARII (AII), FERIO (EIO):
{\displaystyle {\begin{array}{cccc}{\dfrac {\begin{matrix}{\text{BARBARA}}\\[2pt]MAP\\SAM\end{matrix}}{SAP}}&\quad {\dfrac {\begin{matrix}{\text{CELARENT}}\\[2pt]MEP\\SAM\end{matrix}}{SEP}}&\quad {\dfrac {\begin{matrix}{\text{DARII}}\\[2pt]MAP\\SIM\end{matrix}}{SIP}}&\quad {\dfrac {\begin{matrix}{\text{FERIO}}\\[2pt]MEP\\SIM\end{matrix}}{SOP}}\end{array}}}
аналогично для других фигур силлогизма применяются модусы из строки стиха, соответствующей номеру фигуры.
При этом в аристотелевской логике все классы M, P, S считаются непустыми, то есть имеющими хотя бы один элемент. Пример Рассела: Пусть M означает класс (пустой) «золотые горы», P — класс «золотые объекты», а S — класс «горы».
Тогда имеем по модусу DARAPTI третьей фигуры:
Все золотые горы — золотые.
Все золотые горы — горы.
Следовательно, некоторые горы золотые.
Таким образом из двух верных (тавтологичных) утверждений мы получим отнюдь не тавтологичное, но заведомо неверное утверждение.
Так как в современной математике, физике и даже структурной лингвистике часто работают с пустыми множествами, то в этом случае нельзя применять модусы, выделенные у нас звёздочками (DARAPTI, FELAPTON, BRAMANTIP, FESAPO).

## Формализация теории аристотелевых силлогизмов
Описанная формализация придумана в 1950-х годах польским логиком Лукасевичем.
Пусть строчные латинские буквы a, b, c,… обозначают переменные термины силлогистики, две прописные латинские буквы A и I — два силлогических бинарных отношения: Aab: «Всякое a
есть b», Iab: «Некоторое a есть b».
Понятие формулы даётся посредством следующего индуктивного определения:
1) Aab и Iab — простые (или атомарные) формулы силлогистики;
2) если {\displaystyle F,G} — формулы силлогистики, то формулами силлогистики будут также {\displaystyle (F\wedge G),(F\vee G),(F\to G),(\neg F)};
3) никаких других формул, кроме получающихся по правилам пунктов 1 и 2, нет.
Формулировка аксиом. Во-первых, считаем, что имеется некоторое формализованное исчисление высказываний, так что его аксиомы открывают список аксиом формальной силлогистики. В качестве специальных аксиом
принимаются такие силлогические предложения:
{\displaystyle (FS1)\colon Aaa;}
{\displaystyle (FS2)\colon Iaa;}
{\displaystyle (FS3)\colon (Abc\wedge Aab)\to Aac} (силлогизм Barbara);
{\displaystyle (FS4)\colon (Abc\wedge Iba)\to Iac} (силлогизм Datisi).
С помощью следующих определений введём ещё два силлогических бинарных отношения E' и O: Eab означает {\displaystyle \neg Iab}, Oab означает {\displaystyle \neg Aab}.
В качестве правил вывода в системе формализованной силлогистики FS принимаются два правила подстановки и правило заключения modus ponens.